# 8931 Хірокіматсу
8931 Хірокіматсу (8931 Hirokimatsuo) — астероїд головного поясу, відкритий 6 січня 1997 року.
Тіссеранів параметр щодо Юпітера — 3,514.